# Sycze (obwód brzeski)
Sycze (biał. Сычы; ros. Сычи) – wieś na Białorusi, w obwodzie brzeskim, w rejonie brzeskim, w sielsowiecie Motykały.
Siedziba parafii prawosławnej; znajduje się tu cerkiew pw. św. Paraskiewy.
Wieś ekonomii brzeskiej w drugiej połowie XVII wieku.
W dwudziestoleciu międzywojennym miejscowość leżała w Polsce, w województwie poleskim, w powiecie brzeskim, do 18 kwietnia 1928 w gminie Łyszczyce, następnie w gminie Motykały. Po II wojnie światowej w granicach Związku Sowieckiego. Od 1991 w niepodległej Białorusi.

## Bibliografia

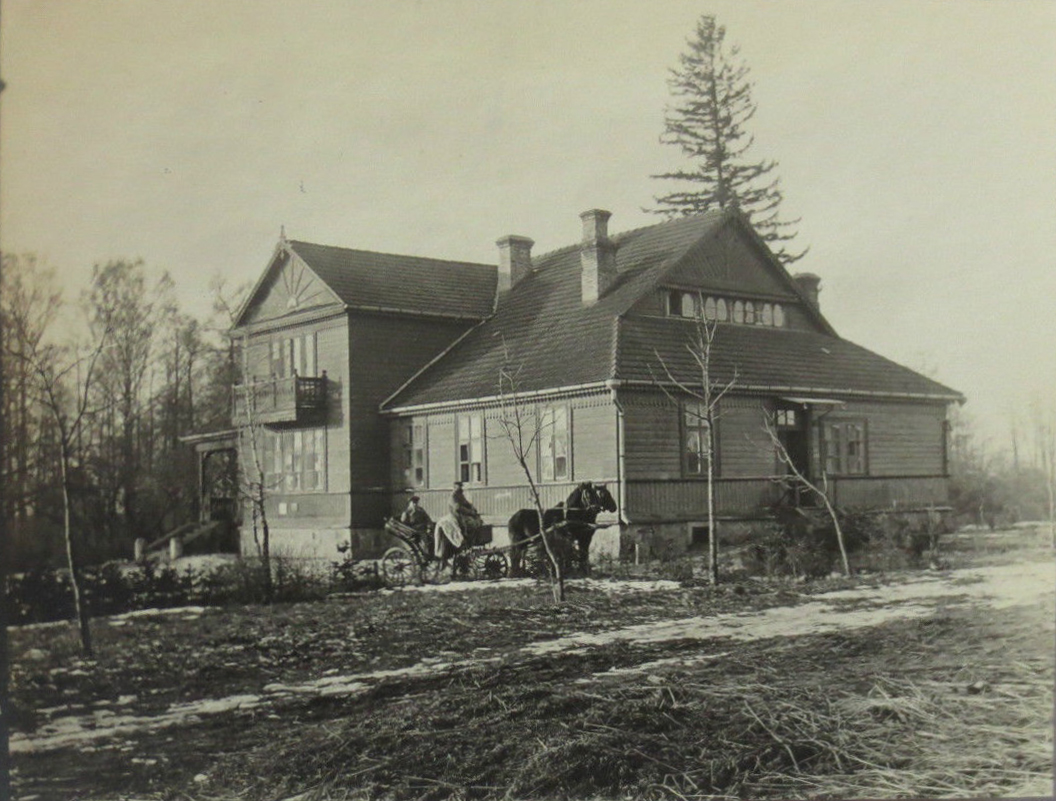
Dwór w Syczach w 1916